# 天主教哈科特港教區
天主教哈科特港教區（拉丁語：Diocesis Portus Harcurtensis）是尼日利亞一個羅馬天主教教區，屬卡拉巴爾總教區。
1961年5月16日升為教區。2004年有教友218,412人（佔轄區人口4.8%）、六十個堂區、124名司鐸。現任教區主教為加彌祿·阿爾奇邦·埃托庫多，輔理主教為巴特利爵·厄盧克。